# Box Butte County
Box Butte County is een county in de Amerikaanse staat Nebraska.
De county heeft een landoppervlakte van 2.785 km² en telt 12.158 inwoners (volkstelling 2000). De hoofdplaats is Alliance.

## Bevolkingsontwikkeling

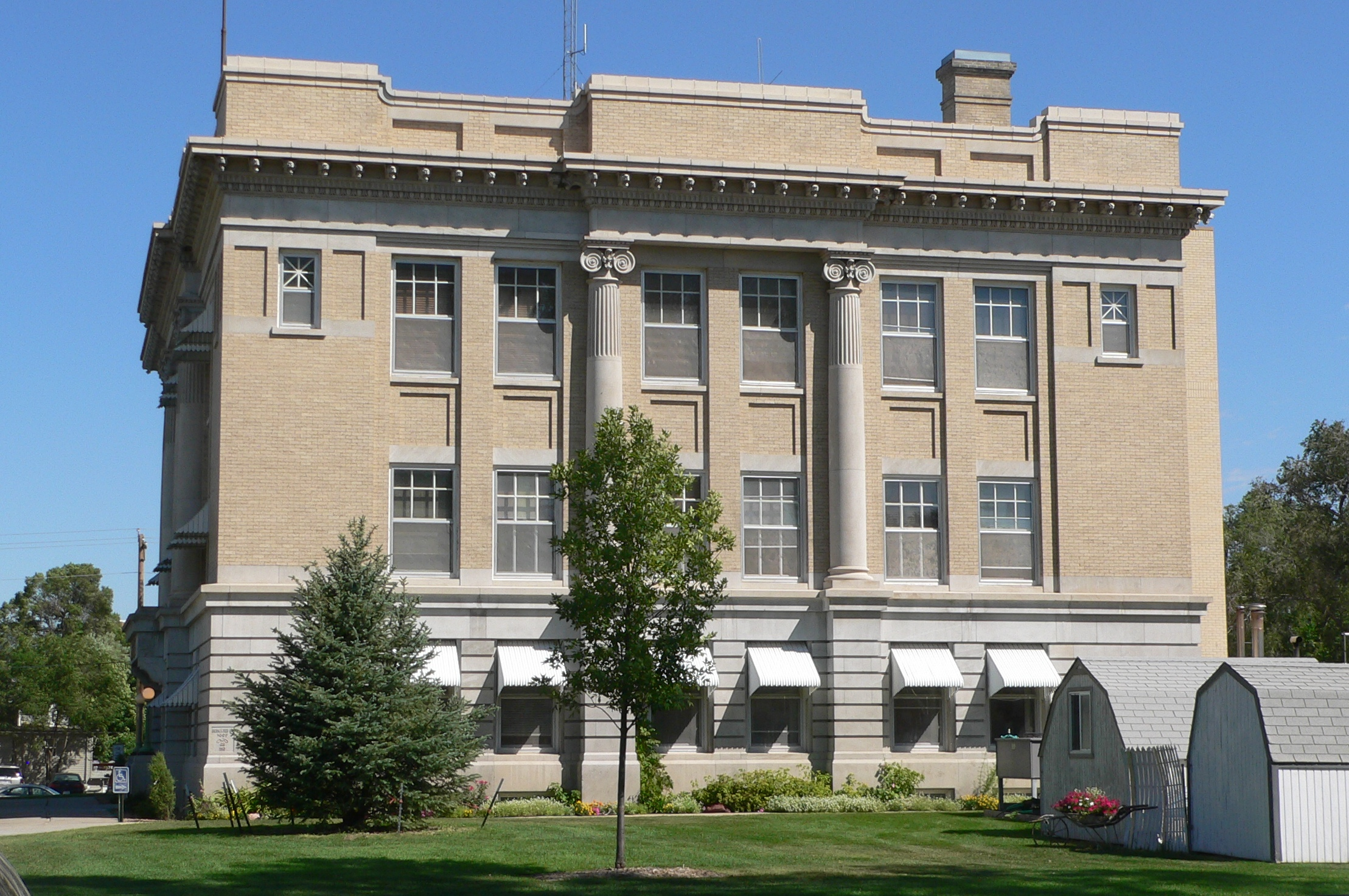
Box Buttle County Courthouse